# Stade Français football
Lo Stade Français football è la sezione calcistica dello Stade Français, polisportiva parigina più nota per la sua omonima sezione rugbistica.
La squadra di calcio gioca a livelli dilettantistici e regionali ma ha giocato per 15 anni in massima serie, l'ultima volta nella stagione 1966/67.
Vi ha giocato, tra gli altri, Helenio Herrera (1942-1943), il "mago" degli anni '60 di Inter e Roma, che ne fu anche allenatore.

## Palmarès

### Competizioni nazionali
- Ligue 2: 1

1951-1952

### Competizioni regionali
- Ligue de Paris Île-de-France de football: 4

1924-1925, 1925-1926, 1927-1928, 1978-1979

### Altri piazzamenti
- Coppa di Francia:

Semifinalista: 1925-1926, 1927-1928, 1945-1946, 1948-1949, 1964-1965
- Coppa di Lega francese:

Semifinalista: 1964-1965
- Campionato francese di seconda divisione:

Secondo posto: 1945-1946, 1958-1959
- Benelux Cup:

Semifinalista: 1959-1961

## Nomi del club
- Omnisports club fondato nel 1883
- Sezione calcistica fondata nel 1888
- Sezione professionistica dal 1942 al 1968 e dal 1981 al 1985.
- Stade Français dal 1900 al 1942
- Stade-CAP nel 1942-1943
- Stade Français nel 1943-1944.
- Stade-Capitale nel 1944-1945.
- Stade Français dal 1945 al 1948.
- Stade Français-Red Star dal 1948 al 1950.
- Stade Français FC dal 1950 al 1966.
- Stade de Paris FC dal 1966 al 1968.
- Stade Français dal 1968 al 1981.
- Stade Français 92 dal 1981 al 1985.
- Stade Français dal 1985.

## Stade Français in Europa
| Stagione  | Competizione      | Turno    | Nazionalità           | Club                | Risultato |
| --------- | ----------------- | -------- | --------------------- | ------------------- | --------- |
| 1964-1965 | Coppa delle Fiere | 1º turno | Spagna (bandiera)     | Real Betis Balompié | 1-1, 2-0  |
|           |                   | 2º turno | Italia (bandiera)     | Juventus            | 0-0, 0-1  |
| 1965-1966 | Coppa delle Fiere | 1º turno | Portogallo (bandiera) | Porto               | 0-0, 0-1  |

## Allenatori
- Davidovitch
- Accard
- Rose
- Helenio Herrera (1945-1948)
- André Riou (1948-1950)
- J. Drugeon (1950)
- W. Wolf (1950-1951)
- Jean Grégoire (1951)
- Edmond Delfour (1952-Dicembre 1953)
- André Grillon (Dicembre 1953-1954)
- Joseph Mercier (1954-1961)
- Wadoux + Lerond (1961)
- Joseph Mercier (1961)
- Léon Rossi (1961-Novembre 1963)
- Henri Priami (Novembre 1963-1965)
- André Gérard (1965-1967)

?
- Alain Avisse (1975-1982)
- Claude Dusseau (1982-1984)
- Yves Todorov (1984-1985)
- Hakim Chabi (2021-2022)